# Ischnopsyllus kilitbahricus
Ischnopsyllus kilitbahricus är en loppart som beskrevs av Aktas 1990. Ischnopsyllus kilitbahricus ingår i släktet Ischnopsyllus och familjen fladdermusloppor. Inga underarter finns listade i Catalogue of Life.